# پتیگام
پتیگام (به آلمانی: Pattigham) یک منطقهٔ مسکونی در اتریش است که در ناحیه راید ایم اینکرایس واقع شده‌است. پتیگام ۱۱ کیلومتر مربع مساحت دارد ۵۱۲ متر بالاتر از سطح دریا واقع شده‌است.